# Ranjir
Ranjir (russe : Ранжир signifiant « classement », indice GRAU 9S737 (russe : 9С737)) est un véhicule poste de commandement pour différents systèmes de défense antiaérienne comme le système Tor, Toungouska, Strela-10, Igla et Osa.
Il permet également de les faire fonctionner ensemble, formant un seul système d'armes.

## Développement
Le véhicule 9S737 fut conçu par le Scientific and research institute of automatization technologies (NIISA), à présent AGAT–Control Systems. A. V. Shershnev en fut le concepteur en chef.
Des tests furent passés d'août 1987 à juin 1988 à Emba (Kazakhstan). En 1989, il fut déclaré apte au service militaire.
La production de masse commença à Minsk NPO Agat mais fut transférée à Radiozavod (Penza).
La nouvelle version le Ranjir-M1 peut également commander le système anti aérien Pantsir.

## Description
Le 9S737 permet une interaction informationnelle et technique avec un poste de commandement de haut niveau et des sources de données de localisation radio, ainsi que le contrôle des systèmes de missiles de défense aérienne et d'artillerie à courte portée. Selon son fabricant il peut traquer jusqu'à 255 cibles à la fois, contrôler 6 systèmes anti aériens. La transmission de données avec les véhicules lanceurs prend entre 1-5 secondes et la communication avec le centre de commandement de haut et niveau et les radars se fait en 5 à 10 secondes. Il peut fonctionner 48 heures d'affilée sans dysfonctionnement,.

## Modifications
- 9S737М Ranjir-M (russe : Ранжир-М) sur le véhicule chenillé GM
- 9S737MK Ranzhir-M1 (russe : Ранжир-М1) sur un châssis à roues 6x6.